# Chung kết cúp AFC 2019
Chung kết cúp AFC 2019 là trận đấu cuối cùng của Cúp AFC 2019, lần thứ 16 trong lịch sử Cúp AFC – giải bóng đá các câu lạc bộ hạng hai được tổ chức bởi Liên đoàn bóng đá châu Á (AFC). Trận chung kết chỉ đá duy nhất một trận, giữa hai câu lạc bộ April 25 đến từ CHDCND Triều Tiên và Al-Ahed đến từ Lebanon. Trận chung kết diễn ra tại Sân vận động Kuala Lumpur ở Kuala Lumpur, Malaysia vào ngày 4 tháng 11 năm 2019.
Al-Ahed thắng 1–0 bởi bàn thắng của cầu thủ người Ghana Issah Yakubu.Đây là danh hiệu đầu tiên của Al-Ahed,cũng là danh hiệu đầu tiên của một câu lạc bộ từ Lebanon. April 25 là câu lạc bộ Triều Tiên đầu tiên lọt vào trận chung kết cúp châu Á, trong khi Al-Ahed là đội thứ ba của Lebanon làm được điều này – sau Nejmeh vào năm 2005 và Safa vào năm 2008.

## Đội chơi
| Đội      | Khu vực                                      | Những lần vào chung kết trước đó (in đậm biểu hiện vô địch) |
| -------- | -------------------------------------------- | ----------------------------------------------------------- |
| April 25 | Khu vực Đông Á (EAFF) (Vô địch liên khu vực) | Lần đầu                                                     |
| Al-Ahed  | Khu vực Tây Á (WAFF)                         | Lần đầu                                                     |

## Địa điểm

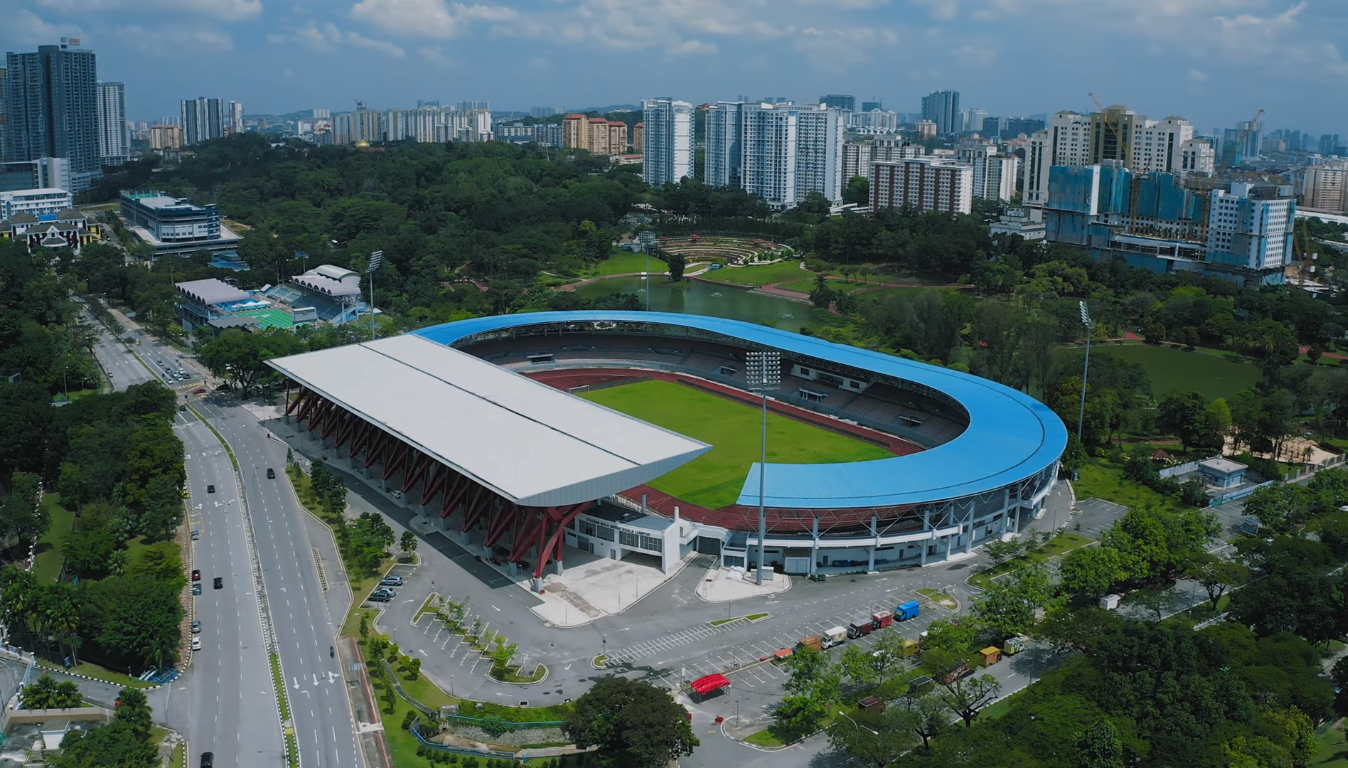
Sân vận động Kuala Lumpur, nơi diễn ra trận chung kết.

Ban đầu trận chung kết sẽ được tổ chức trên Sân vận động Kim Nhật Thành của April 25 tại Bình Nhưỡng, Triều Tiên vào ngày 2 tháng 11 năm 2019. Tuy nhiên, vào ngày 22 tháng 10 năm 2019, do Triều Tiên cấm truyền tải các trận bóng đá trên truyền hình, AFC tuyên bố rằng trận chung kết sẽ được tổ chức tại Thượng Hải, Trung Quốc để trận đấu được truyền hình trực tiếp. Vào ngày 25 tháng 10 năm 2019, trận đấu được lùi từ ngày 2 sang 4 tháng 11 và thành phố tổ chức trận chung kết được chuyển từ Thượng Hải đến Kuala Lumpur, Malaysia tại Sân vận động Kuala Lumpur.

## Đường tới chung kết
Chú thích: Kết quả những đội lọt vào chung kết hiển thị bên trái (H: sân nhà; A: sân khách).
| April 25                                      | April 25                                      | April 25                                      | April 25                                      | Vòng                   | Al-Ahed                                       | Al-Ahed                                       | Al-Ahed                                       | Al-Ahed                                       |
| --------------------------------------------- | --------------------------------------------- | --------------------------------------------- | --------------------------------------------- | ---------------------- | --------------------------------------------- | --------------------------------------------- | --------------------------------------------- | --------------------------------------------- |
| Đối thủ                                       | Kết quả                                       | Kết quả                                       | Kết quả                                       | Vòng bảng              | Đối thủ                                       | Kết quả                                       | Kết quả                                       | Kết quả                                       |
| Hang Yuen                                     | 3–0 (A)                                       | 3–0 (A)                                       | 3–0 (A)                                       | Lượt trận 1            | Al-Qadsia                                     | 0–0 (H)                                       | 0–0 (H)                                       | 0–0 (H)                                       |
| Kitchee                                       | 2–0 (H)                                       | 2–0 (H)                                       | 2–0 (H)                                       | Lượt trận 2            | Malkiya                                       | 0–0 (A)                                       | 0–0 (A)                                       | 0–0 (A)                                       |
| Tai Po                                        | 3–1 (A)                                       | 3–1 (A)                                       | 3–1 (A)                                       | Lươt trận 3            | Al-Suwaiq                                     | 4–2 (H)                                       | 4–2 (H)                                       | 4–2 (H)                                       |
| Tai Po                                        | 4–0 (H)                                       | 4–0 (H)                                       | 4–0 (H)                                       | Lượt trận 4            | Al-Suwaiq                                     | 1–0 (A)                                       | 1–0 (A)                                       | 1–0 (A)                                       |
| Hang Yuen                                     | 5–0 (H)                                       | 5–0 (H)                                       | 5–0 (H)                                       | Lượt trận 5            | Al-Qadsia                                     | 1–0 (A)                                       | 1–0 (A)                                       | 1–0 (A)                                       |
| Kitchee                                       | 0–1 (A)                                       | 0–1 (A)                                       | 0–1 (A)                                       | Lượt trận 6            | Malkiya                                       | 2–1 (H)                                       | 2–1 (H)                                       | 2–1 (H)                                       |
| Nhất bảng I Bản mẫu:2019 AFC Cup group tables | Nhất bảng I Bản mẫu:2019 AFC Cup group tables | Nhất bảng I Bản mẫu:2019 AFC Cup group tables | Nhất bảng I Bản mẫu:2019 AFC Cup group tables | Kết quả vòng bảng      | Nhất bảng C Bản mẫu:2019 AFC Cup group tables | Nhất bảng C Bản mẫu:2019 AFC Cup group tables | Nhất bảng C Bản mẫu:2019 AFC Cup group tables | Nhất bảng C Bản mẫu:2019 AFC Cup group tables |
| Đối thủ                                       | TTS                                           | Lượt đi                                       | Lượt về                                       | Vòng knockout          | Đối thủ                                       | TTS                                           | Lượt đi                                       | Lượt về                                       |
| —                                             | —                                             | —                                             | —                                             | Bán kết khu vực        | Al-Wehdat                                     | 1–0                                           | 1–0 (A)                                       | 0–0 (H)                                       |
| —                                             | —                                             | —                                             | —                                             | Chung kết khu vực      | Al-Jazeera                                    | 1–0                                           | 0–0 (A)                                       | 1–0 (H)                                       |
| Abahani Limited Dhaka                         | 5–4                                           | 3–4 (A)                                       | 2–0 (H)                                       | Bán kết liên khu vực   | —                                             | —                                             | —                                             | —                                             |
| Hà Nội                                        | 2–2 (a)                                       | 2–2 (A)                                       | 0–0 (H)                                       | Chung kết liên khu vực | —                                             | —                                             | —                                             | —                                             |

## Thể thức
Trận chung kết được diễn ra với một trận duy nhất, giữa đội chủ nhà (đội thắng trận chung kết play-off liên khu vực) với đội vô địch Tây Á. Nếu hai đội hòa sau 90 phút, sẽ đá hiệp phụ và nếu cần, đá luân lưu sẽ được sử dụng để quyết định đội chiến thắng.

## Thông tin trận đấu

### Chi tiết
| April 25 | 0–1                      | Al-Ahed      |
| -------- | ------------------------ | ------------ |
|          | Live Report Stats Report | - Yakubu 74' |

| April 25 | Al-Ahed |

| GK          | 23 | An Tae-song      | 26' |     |     |
| RB          | 6  | Kwon Chung-hyok  |     |     |     |
| CB          | 30 | An Song-il I     |     |     |     |
| CB          | 5  | Pak Jin-myong    |     |     |     |
| LB          | 29 | Pak Song-rok     |     |     |     |
| RM          | 31 | Choe Chol-su     |     | 28' |     |
| CM          | 15 | Won Song         |     |     |     |
| CM          | 7  | O Hyok-chol      |     |     |     |
| LM          | 14 | Son Pyong-il     |     |     |     |
| CF          | 13 | Rim Chol-min (c) |     | 40' |     |
| CF          | 10 | An Il-bom        |     |     |     |
| Dự bị:      |    |                  |     |     |     |
| GK          | 1  | Sin Tae-song     |     | 28' |     |
| DF          | 2  | Jang Kum-nam     |     |     |     |
| DF          | 17 | An Song-il II    |     |     | 88' |
| MF          | 19 | Yun Il-gwang     |     |     |     |
| MF          | 24 | Choe Jong-hyok   |     |     |     |
| FW          | 18 | Kim Yu-song      |     | 40' | 88' |
| FW          | 21 | Jang Hyok        |     |     |     |
| HLV trưởng: |    |                  |     |     |     |
| O Yun-son   |    |                  |     |     |     |

| GK            | 1  | Mehdi Khalil      |       |     |
| RB            | 6  | Hussein Zein      |       |     |
| CB            | 4  | Nour Mansour      |       |     |
| CB            | 2  | Ahmad Al Saleh    |       |     |
| LB            | 8  | Hussein Dakik     |       |     |
| CM            | 13 | Issah Yakubu      |       |     |
| CM            | 15 | Haytham Faour (c) | 82'   |     |
| RM            | 20 | Rabih Ataya       |       | 80' |
| AM            | 10 | Mohamad Haidar    |       |     |
| LM            | 11 | Ahmad Zreik       |       |     |
| CF            | 99 | Ahmed Akaïchi     |       | 89' |
| Dự bị:        |    |                   |       |     |
| GK            | 21 | Mohamad Hammoud   |       |     |
| GK            | 98 | Hadi Khalil       |       |     |
| DF            | 5  | Khalil Khamis     |       |     |
| MF            | 7  | Hussein Monzer    | 90+3' | 89' |
| MF            | 14 | Walid Shour       |       |     |
| MF            | 23 | Ali Hadid         |       |     |
| FW            | 30 | Tarek El Ali      |       | 80' |
| HLV trưởng:   |    |                   |       |     |
| Bassem Marmar |    |                   |       |     |

| Cầu thủ xuất sắc nhất trận: Issah Yakubu (Al-Ahed) Trọng tài biên: Deniye Gedara Palitha Parakkrama Hemathunga (Sri Lanka) Wellabada Hewage Don Senjeewa Premalal (Sri Lanka) Trọng tài thứ tư: Omar Al-Yaqoubi (Oman) Trọng tài thứ năm: Abdullah Al-Jardani (Oman) | - Quy tắc trận đấu - 90 phút thi đấu chính thức. - 30 phút của hiệp phụ nếu hòa. - Loạt sút luân lưu nếu tỉ số vẫn hòa. - Tối đa 3 cầu thủ được thay thế, với cầu thủ thứ tư được cho phép trong hiệp phụ |